# 국자가리비
국자가리비(japanese baking scallop)는 가리비과에 속하며 학명은 Pecten albicans이다. 조개껍데기는 부채 모양으로 길이 12cm 정도이다. 두 쪽의 껍데기로 이루어져 있으며 한쪽은 국자처럼 오목하고 다른 한쪽은 비교적 편평하다. 깊이 10-60m의 물 속 모래 바닥에서 산다. 껍데기의 표면에는 8-10개의 골이 방사상으로 뻗어 있다. 오목한 껍데기를 아래로 하고 살며 껍데기를 빠르게 열고 닫아서 물을 분출시켜 이동할 수 있다. 겨울에 산란한다. 한국·중국·일본·대만에 분포한다.